# Bosc i matolls de Sundalàndia
Els bruguerars de Sundalàndia, també coneguts com a bosc kerangas, són un tipus de bosc tropical humit trobat a l'illa de Borneo, que es divideix entre Brunei, Indonèsia, i Malàisia, així com a les illes d'Indonèsia Belitung i Bangka; que es troben a l'oest de Borneo.

## Ambientació
La paraula Kerangas, que significa 'terra que no pot cultivar arròs', provenia de la llengua Iban. Els boscos Heath es produeixen en sòls arenosos i àcids que són el resultat de les roques mare silícies de la zona. Els boscos Heath negats permanentment es coneixen com a boscos de kerapah. Els sòls arenosos del bosc de tipus Heath són escassos en nutrients; generalment es considera que el nitrogen és el nutrient que més manca per al creixement vegetal d'aquests boscos. Això contrasta amb molts altres boscos tropicals de terra baixa on es considera que manca el fòsfor.
Una hipòtesi més recent, proposada per Proctor (1999), és que aquests boscos creixen en sòls altament àcids, de manera que la toxicitat d'ions d'hidrogen impedeix el creixement d'espècies no adaptades.

## Flora
Els boscos de tipus Heath de Sundalàndia es diferencien dels boscos tropicals de Borneo dels voltants en composició, estructura, textura, i color d'espècies. Els boscos arbustius tenen un dosser baix i uniforme, amb un sotabosc espès, voluminós i un creixement ric de molsa i epífits.
Moltes espècies d'arbres i plantes dels boscos de bruc privats de nutrients han desenvolupat formes poc convencionals d'obtenir els seus nutrients. Algunes espècies arbòries (per exemple, Gymnostoma nobile) s'associen a rhizobia (bacteris fixadors de nitrogen) en els seus nòduls radicals. Myrmecophytes, inclosa Myrmecodia spp. i Hydnophytum spp., són espècies d'arbres que desenvolupen associacions simbiòtiques amb formigues per obtenir els seus nutrients. Altres plantes que s'hi troben són les plantes carnívores Nepenthes spp., Drosera spp. i Utricularia spp.. Atrapen insectes i els digereixen.
Els boscos de bruguerar de Sundalàndia són caracteritzats per moltes plantes d'origen australià, com ara arbres de les famílies Myrtaceae i Casuarinaceae i de les coníferes de l'hemisferi sud Agathis, Podocarpus, i Dacrydium.

## Fauna
Els animals dels boscos de bruguerar es troben amb els mateixos problemes que els dels boscos de torba. Els sòls pobres provoquen una baixa productivitat i les plantes es defensen dels depredadors amb compostos tòxics o de gust rebutjable (Brünig 1974). A causa d'aquestes condicions desfavorables, els boscos de bruguerar tropical o "heath forests" són menys rics en espècies i les comunitats d'animals es redueixen en diversitat i abundància.
Els orangutans (Pongo pygmaeus) poden freqüentar aquest tipus de bosc, però amb menys freqüència que altres tipus forestals. Els boscos que no tenen tortugues tenen menys de la meitat del nombre de granotes, sargantanes i espècies de serps que altres boscos de Borneo (Lloyd et al. 1968). Hi ha una manca notòria de petits vertebrats, cosa que ajuda a explicar per què els boscos de brucs contenen només un terç de les serps que es troben als boscos de dipterocarp. Amb una falta de preses, les serps es fan menys diverses i aquest efecte es produeix a través de la cadena alimentària. La zona només admet un sol mamífer gairebé endèmic i una espècie d'ocell gairebé endèmica.

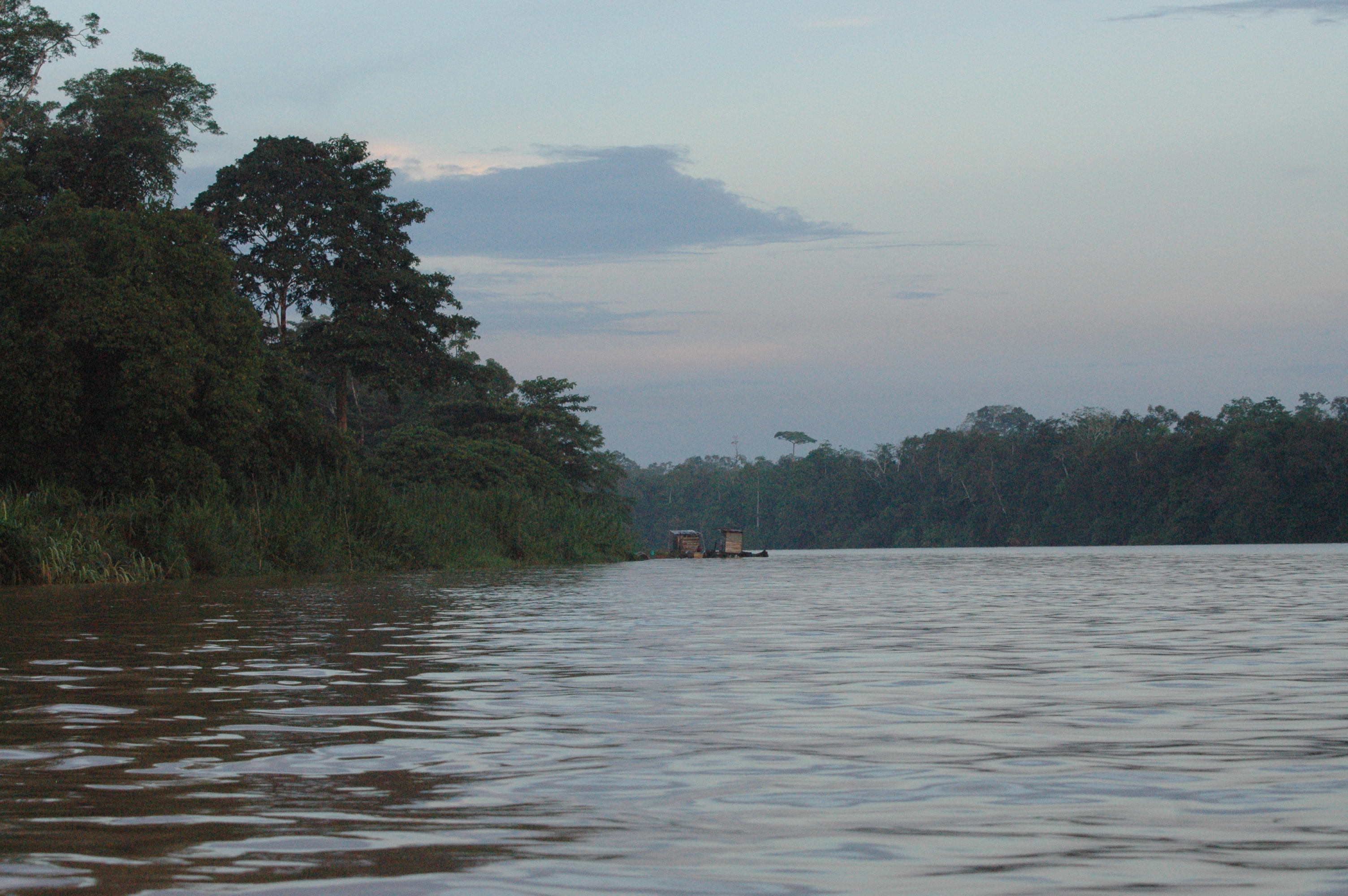
Algunes zones de l'ecoregió Bruguerars són costaneres.